# 羅馬尼亞飲食

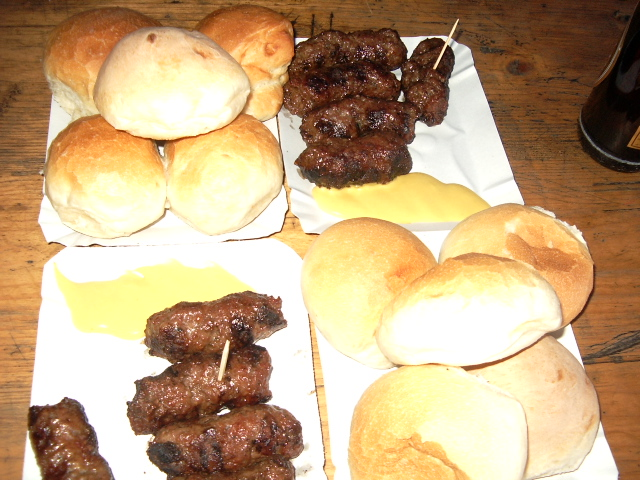
羅馬尼亞麵包

羅馬尼亞飲食（羅馬尼亞語：mâncare românească）是指羅馬尼亞的飲食文化。羅馬尼亞是一個農業國，飲食文化也十分發達。由於羅馬尼亞自18世紀就脫離了土耳其統治，因此和鄰國的前南斯拉夫諸國和保加利亞相比，羅馬尼亞飲食受土耳其飲食的影響比較少。羅馬尼亞的氣候適合生產小麥，土壤也十分肥沃，因此羅馬尼亞的主食以小麥和玉米為主。以玉米製作而成的馬馬利加是羅馬尼亞最常見的主食。羅馬尼亞盛產啤酒和伏特加，但羅馬尼亞人最喜愛的酒類是葡萄酒。